# Lysandra arentissima
Lysandra arentissima är en fjärilsart som beskrevs av Ruggero Verity 1937. Lysandra arentissima ingår i släktet Lysandra och familjen juvelvingar. Inga underarter finns listade i Catalogue of Life.